# Fußball-Club 08 Homburg/Saar 1979-1980
Questa voce raccoglie le informazioni riguardanti il Fußball-Club 08 Homburg/Saar nelle competizioni ufficiali della stagione 1979-1980.

## Stagione
Nella stagione 1979-1980 l'Homburg, allenato da Uwe Klimaschefski, concluse il campionato di 2. Bundesliga al 12º posto. In Coppa di Germania l'Homburg fu eliminato ai quarti di finale dal Colonia.

## Rosa
| N. |                      | Ruolo | Calciatore       |
| -- | -------------------- | ----- | ---------------- |
|    | Germania (bandiera)  | P     | Gunnar Fellmann  |
|    | Germania (bandiera)  | P     | Gregor Quasten   |
|    | Germania (bandiera)  | D     | Walter Gruler    |
|    | Germania (bandiera)  | D     | Heinz Histing    |
|    | Germania (bandiera)  | D     | Kurt Knoll       |
|    | Danimarca (bandiera) | D     | Jesper Petersen  |
|    | Germania (bandiera)  | D     | Friedrich Wagner |
|    | Germania (bandiera)  | C     | Bernd Beck       |
|    | Serbia (bandiera)    | C     | Ratko Cvijanovic |
|    | Germania (bandiera)  | C     | Frank Gellweiler |
|    | Germania (bandiera)  | C     | Ernst Hodel      |
|    | Germania (bandiera)  | C     | Stefan Jambo     |

| N. |                     | Ruolo | Calciatore         |
| -- | ------------------- | ----- | ------------------ |
|    | Germania (bandiera) | C     | Herbert Ney        |
|    | Italia (bandiera)   | C     | Giovanni Nicastro  |
|    | Germania (bandiera) | A     | Herbert Demange    |
|    | Germania (bandiera) | A     | Bernd Detterer     |
|    | Germania (bandiera) | A     | Hans Fritsche      |
|    | Germania (bandiera) | A     | Werner Gink        |
|    | Germania (bandiera) | A     | Gerd Grau          |
|    | Germania (bandiera) | A     | Wilfried Klinge    |
|    | Germania (bandiera) | A     | Manfred Lenz       |
|    | Germania (bandiera) | A     | Karlheinz Subklewe |
|    | Germania (bandiera) | A     | Gerd Warken        |

## Organigramma societario
Area tecnica
- Allenatore: Uwe Klimaschefski
- Allenatore in seconda:
- Preparatore dei portieri:
- Preparatori atletici:

## Calciomercato

### Sessione estiva
| Acquisti | Acquisti         | Acquisti        | Acquisti |
| R.       | Nome             | da              | Modalità |
| -------- | ---------------- | --------------- | -------- |
| A        | Herbert Demange  | Schalke 04      |          |
| A        | Hans Fritsche    | Westfalia Herne |          |
| A        | Gerd Grau        | St. Pauli       |          |
| D        | Friedrich Wagner | Schalke 04      |          |

| Cessioni | Cessioni               | Cessioni              | Cessioni |
| R.       | Nome                   | a                     | Modalità |
| -------- | ---------------------- | --------------------- | -------- |
| C        | Harald Diener          | Röchling Völklingen   |          |
| D        | Horst Ehrmantraut      | Eintracht Francoforte |          |
| A        | Frank-Michael Schonert | Viktoria Colonia      |          |
| C        | Gerd Schwickert        | SV Neckargerach       |          |

### Sessione invernale
| Acquisti | Acquisti | Acquisti | Acquisti |
| R.       | Nome     | da       | Modalità |
| -------- | -------- | -------- | -------- |

| Cessioni | Cessioni | Cessioni | Cessioni |
| R.       | Nome     | a        | Modalità |
| -------- | -------- | -------- | -------- |

## Risultati

### 2. Bundesliga

#### Girone di andata
| Arbitro: | Aldinger |

|                            |           |              |
| Größler 4’ Tochtermann 90’ | Marcatori | 83’ Fritsche |

| Arbitro: | Kinzinger |

|                                          |           |                                                      |
| Jambo 19’ Fritsche 22’, 79’ Subklewe 62’ | Marcatori | 27’, 38’, 72’ (rig.) Knecht 41’ Völler 54’ Grünewald |

| Arbitro: | Gschwender |

|                 |           |  |
| Kiefer 49’, 58’ | Marcatori |  |

| Arbitro: | Joos |

|             |           |               |
| Fritsche 3’ | Marcatori | 65’ Kirschner |

| Arbitro: | Könen |

|             |           |  |
| Aumeier 76’ | Marcatori |  |

| Arbitro: | Jupe |

|            |           |            |
| Gruler 73’ | Marcatori | 65’ Zitzer |

| Arbitro: | Tritschler |

|            |           |                 |
| Warken 89’ | Marcatori | 61’ Leiendecker |

| Arbitro: | Walther |

|                        |           |  |
| Mattern 36’ Kammer 50’ | Marcatori |  |

| Arbitro: | Wilhelmi |

|                                    |           |            |
| Wagner 29’ Warken 30’ Subklewe 38’ | Marcatori | 52’ Kohnle |

| Arbitro: | Ross |

|                 |           |              |
| Krauth 25’, 27’ | Marcatori | 40’ Fritsche |

| Arbitro: | Föckler |

|                         |           |  |
| Gruler 73’ Fritsche 76’ | Marcatori |  |

| Arbitro: | Kühne |

|                                  |           |  |
| Demange 25’, 74’ Wagner 37’, 47’ | Marcatori |  |

| Arbitro: | Ferro |

|                                                  |           |                    |
| Weiler 34’ Neumann 59’, 84’ (rig.) Korlatzki 80’ | Marcatori | 75’ (rig.) Quasten |

| Arbitro: | Vielsack |

|                     |           |  |
| Wagner 34’ Beck 54’ | Marcatori |  |

| Arbitro: | Hellwig |

|            |           |              |
| Täuber 33’ | Marcatori | 79’ Fritsche |

| Arbitro: | Quindeau |

|                               |           |                        |
| Wagner 57’ Quasten 76’ (rig.) | Marcatori | 62’ (rig.), 90’ Traser |

| Arbitro: | Dücker |

|           |           |  |
| Braun 85’ | Marcatori |  |

| 1º dicembre 1979 18ª giornata |  | – Turno di riposo |  |  |

| Arbitro: | Föckler |

|                          |           |                     |
| Stetter 12’ Rohatsch 61’ | Marcatori | 9’ Demange 86’ Grau |

| Arbitro: | Schmoock |

|  |           |             |
|  | Marcatori | 49’ Schwarz |

| Arbitro: | Gschwender |

|                                                                       |           |                                |
| Steinkirchner 9’ Alhaus 26’ Dreher 28’, 67’, 77’ Nickel 47’, 82’, 85’ | Marcatori | 32’ (rig.) Quasten 79’ Demange |

#### Girone di ritorno
| Arbitro: | Brückner |

|                       |           |          |
| Fritsche 37’ Lenz 68’ | Marcatori | 5’ Dorok |

| Arbitro: | Ross |

|                            |           |  |
| Krause 81’, 90’ Knecht 85’ | Marcatori |  |

| Arbitro: | Könen |

|                      |           |            |
| Demange 12’ Lenz 27’ | Marcatori | 45’ Bührer |

| Arbitro: | Tritschler |

|               |           |  |
| Kirschner 35’ | Marcatori |  |

| Arbitro: | Hontheim |

|                           |           |                               |
| Knoll 38’ Wagner 64’, 90’ | Marcatori | 82’ Aumeier 83’ (rig.) Müller |

| Arbitro: | Dreher |

|              |           |              |
| Schulzke 83’ | Marcatori | 75’ Subklewe |

| Arbitro: | Clajus |

|  |           |                       |
|  | Marcatori | 56’ Wagner 65’ Klinge |

| Arbitro: | Schumann |

|             |           |                     |
| Fritsche 8’ | Marcatori | 18’ (rig.) Wesseler |

| Arbitro: | Ermer |

|                       |           |               |
| Schrade 37’ Meier 67’ | Marcatori | 38’, 87’ Lenz |

| Arbitro: | Wilhelmi |

|                               |           |  |
| Klinge 35’ Quasten 90’ (rig.) | Marcatori |  |

| Arbitro: | Tritschler |

|                       |           |          |
| Killmaier 4’ Ruhs 60’ | Marcatori | 62’ Beck |

| Arbitro: | Ross |

|  |           |              |
|  | Marcatori | 73’ Allgöwer |

| Arbitro: | Vielsack |

|  |           |            |
|  | Marcatori | 82’ Gruler |

| Homburg 19 aprile 1980 35ª giornata | Homburg  | 0 – 0 referto | Darmstadt | Waldstadion (1 500 spett.)\| Arbitro: \| Langhans \| |
| Arbitro:                            | Langhans |               |           |                                                      |

| Arbitro: | Michel |

|             |           |  |
| Posniak 78’ | Marcatori |  |

| Arbitro: | Dreher |

|                      |           |                     |
| Jambo 42’ Warken 73’ | Marcatori | 32’ (rig.) Weyerich |

| Arbitro: | Föckler |

|                              |           |               |
| Heck 29’ Traser 52’ Denz 70’ | Marcatori | 55’, 86’ Lenz |

| Arbitro: | Walther |

|                                                  |           |                        |
| Lenz 18’ Fritsche 47’, 63’ Warken 85’ Gruler 88’ | Marcatori | 4’ Bruder 67’ Wilhelmi |

| 24 maggio 1980 40ª giornata |  | – Turno di riposo |  |  |

| Arbitro: | Dellwing |

|           |           |            |
| Gruler 2’ | Marcatori | 16’ Walter |

| Arbitro: | Kinzinger |

|                        |           |                                    |
| Schmitt 38’ Skalka 57’ | Marcatori | 12’ Subklewe 35’ Warken 59’ Gruler |

### Coppa di Germania
| Arbitro: | Gschwender |

|                        |           |                                                       |
| Pörschke 23’ Jäger 77’ | Marcatori | 5’ Ney 39’ (aut.) Pörschke 83’ Beck 90’ (rig.) Gruler |

| Arbitro: | Kühne |

|                                                             |           |  |
| Quasten 8’ (rig.), 49’ (rig.) Demange 11’ Gink 69’ Grau 78’ | Marcatori |  |

| Arbitro: | Ulm |

|                 |           |                       |
| Heidenreich 84’ | Marcatori | 12’ Subklewe 75’ Beck |

| Arbitro: | Hennig |

|          |           |  |
| Beck 69’ | Marcatori |  |

| Arbitro: | Walz |

|            |           |                                           |
| Wagner 49’ | Marcatori | 27’ Müller 48’, 87’ Woodcock 69’ Schuster |

## Statistiche

### Statistiche di squadra
| Competizione      | Punti | In casa | In casa | In casa | In casa | In casa | In casa | In trasferta | In trasferta | In trasferta | In trasferta | In trasferta | In trasferta | Totale | Totale | Totale | Totale | Totale | Totale | DR |
| Competizione      | Punti | G       | V       | N       | P       | Gf      | Gs      | G            | V            | N            | P            | Gf           | Gs           | G      | V      | N      | P      | Gf     | Gs     | DR |
| ----------------- | ----- | ------- | ------- | ------- | ------- | ------- | ------- | ------------ | ------------ | ------------ | ------------ | ------------ | ------------ | ------ | ------ | ------ | ------ | ------ | ------ | -- |
| 2. Bundesliga     | 37    | 20      | 10      | 7       | 3       | 38      | 22      | 20           | 3            | 4            | 13           | 20           | 40           | 40     | 13     | 11     | 16     | 58     | 62     | -4 |
| Coppa di Germania | -     | 3       | 2       | 0       | 1       | 7       | 4       | 2            | 2            | 0            | 0            | 6            | 3            | 5      | 4      | 0      | 1      | 13     | 7      | +6 |
| Totale            | 37    | 23      | 12      | 7       | 4       | 45      | 26      | 22           | 5            | 4            | 13           | 26           | 43           | 45     | 17     | 11     | 17     | 71     | 69     | +2 |

### Andamento in campionato
| Giornata  | 1  | 2  | 3  | 4  | 5  | 6  | 7  | 8  | 9  | 10 | 11 | 12 | 13 | 14 | 15 | 16 | 17 | 18 | 19 | 20 | 21 | 22 | 23 | 24 | 25 | 26 | 27 | 28 | 29 | 30 | 31 | 32 | 33 | 34 | 35 | 36 | 37 | 38 | 39 | 40 | 41 | 42 |
| --------- | -- | -- | -- | -- | -- | -- | -- | -- | -- | -- | -- | -- | -- | -- | -- | -- | -- | -- | -- | -- | -- | -- | -- | -- | -- | -- | -- | -- | -- | -- | -- | -- | -- | -- | -- | -- | -- | -- | -- | -- | -- | -- |
| Luogo     | T  | C  | T  | C  | T  | C  | C  | T  | C  | T  | C  | C  | T  | C  | T  | C  | T  |    | T  | C  | T  | C  | T  | C  | T  | C  | T  | T  | C  | T  | C  | T  | C  | T  | C  | T  | C  | T  | C  |    | C  | T  |
| Risultato | P  | P  | P  | N  | P  | N  | N  | P  | V  | P  | V  | V  | P  | V  | N  | N  | P  |    | N  | P  | P  | V  | P  | V  | P  | V  | N  | V  | N  | N  | V  | P  | P  | V  | N  | P  | V  | P  | V  |    | N  | V  |
| Posizione | 13 | 19 | 19 | 19 | 20 | 20 | 20 | 21 | 19 | 20 | 16 | 15 | 16 | 16 | 15 | 15 | 15 | 15 | 15 | 16 | 18 | 18 | 18 | 17 | 19 | 18 | 16 | 13 | 13 | 12 | 11 | 13 | 14 | 12 | 13 | 13 | 12 | 13 | 11 | 12 | 13 | 12 |

Legenda:

Luogo: C = Casa; T = Trasferta. Risultato: V = Vittoria; N = Pareggio; P = Sconfitta.

### Statistiche dei giocatori
| Giocatore     | 2. Bundesliga | 2. Bundesliga | 2. Bundesliga | 2. Bundesliga | Coppa di Germania | Coppa di Germania | Coppa di Germania | Coppa di Germania | Totale   | Totale | Totale      | Totale     |
| Giocatore     | Presenze      | Reti          | Ammonizioni   | Espulsioni    | Presenze          | Reti              | Ammonizioni       | Espulsioni        | Presenze | Reti   | Ammonizioni | Espulsioni |
| ------------- | ------------- | ------------- | ------------- | ------------- | ----------------- | ----------------- | ----------------- | ----------------- | -------- | ------ | ----------- | ---------- |
| B. Beck       | 34            | 2             | 0             | 0             | 4                 | 3                 | 0                 | 0                 | 38       | 5      | 0           | 0          |
| R. Cvijanovic | 5             | 0             | 1             | 0             | 0                 | 0                 | 0                 | 0                 | 5        | 0      | 1           | 0          |
| H. Demange    | 23            | 5             | 3             | 0             | 3                 | 1                 | 0                 | 0                 | 26       | 6      | 3           | 0          |
| B. Detterer   | 24            | 0             | 1             | 0             | 3                 | 0                 | 0                 | 0                 | 27       | 0      | 1           | 0          |
| G. Fellmann   | 2             | 0             | 0             | 0             | 0                 | 0                 | 0                 | 0                 | 2        | 0      | 0           | 0          |
| H. Fritsche   | 38            | 11            | 2             | 2             | 4                 | 0                 | 0                 | 0                 | 42       | 11     | 2           | 2          |
| F. Gellweiler | 9             | 0             | 0             | 0             | 0                 | 0                 | 0                 | 0                 | 9        | 0      | 0           | 0          |
| W. Gink       | 4             | 0             | 0             | 0             | 1                 | 1                 | 1                 | 0                 | 5        | 1      | 1           | 0          |
| G. Grau       | 23            | 1             | 1             | 0             | 2                 | 1                 | 0                 | 0                 | 25       | 2      | 1           | 0          |
| W. Gruler     | 40            | 6             | 0             | 0             | 5                 | 1                 | 1                 | 0                 | 45       | 7      | 1           | 0          |
| H. Histing    | 24            | 0             | 2             | 0             | 3                 | 0                 | 0                 | 0                 | 27       | 0      | 2           | 0          |
| E. Hodel      | 9             | 0             | 1             | 0             | 1                 | 0                 | 0                 | 0                 | 10       | 0      | 1           | 0          |
| S. Jambo      | 33            | 2             | 2             | 0             | 2                 | 0                 | 0                 | 0                 | 35       | 2      | 2           | 0          |
| W. Klinge     | 28            | 2             | 6             | 0             | 3                 | 0                 | 2                 | 0                 | 31       | 2      | 8           | 0          |
| K. Knoll      | 28            | 1             | 1             | 0             | 4                 | 0                 | 0                 | 0                 | 32       | 1      | 1           | 0          |
| M. Lenz       | 26            | 7             | 4             | 0             | 3                 | 0                 | 0                 | 0                 | 29       | 7      | 4           | 0          |
| H. Ney        | 9             | 0             | 2             | 0             | 2                 | 1                 | 0                 | 0                 | 11       | 1      | 2           | 0          |
| G. Nicastro   | 0             | 0             | 0             | 0             | 0                 | 0                 | 0                 | 0                 | 0        | 0      | 0           | 0          |
| J. Petersen   | 36            | 0             | 5             | 0             | 4                 | 0                 | 0                 | 0                 | 40       | 0      | 5           | 0          |
| G. Quasten    | 38            | 4             | 3             | 0             | 5                 | 2                 | 0                 | 0                 | 43       | 6      | 3           | 0          |
| K. Subklewe   | 25            | 4             | 1             | 0             | 2                 | 1                 | 0                 | 0                 | 27       | 5      | 1           | 0          |
| F. Wagner     | 32            | 8             | 1             | 1             | 4                 | 1                 | 0                 | 0                 | 36       | 9      | 1           | 1          |
| G. Warken     | 21            | 5             | 0             | 0             | 3                 | 0                 | 0                 | 0                 | 24       | 5      | 0           | 0          |